# تله۲
تله۲ (به سوئدی: Tele2) شرکت مخابراتی سوئدی است، که با در اختیار داشتن بیش از ۳۴ میلیون مشترک در ۱۱ کشور، به عنوان یکی از بزرگترین اپراتورهای تلفن همراه در اروپا شناخته می‌شود.
شرکت تله۲ دارای شبکه گسترده مخابراتی در کشورهای اتریش، کرواسی، استونی، آلمان، قزاقستان، لتونی، لیتوانی، هلند، نروژ، روسیه، فرانسه، سوئیس و سوئد می‌باشد، که خدماتی مانند خطوط تلفن ثابت، شبکه تلفن همراه، تلویزیون کابلی، تلویزیون دیجیتال و خدمات اینترنتی را ارائه می‌نماید.